# Na Franquesa
El puig de na Franquesa és una muntanya de Mallorca amb una altura de 1.067 msnm. Pertany al municipi d'Escorca.